# Kaiserliche Oberpostdirektion (Bremen)

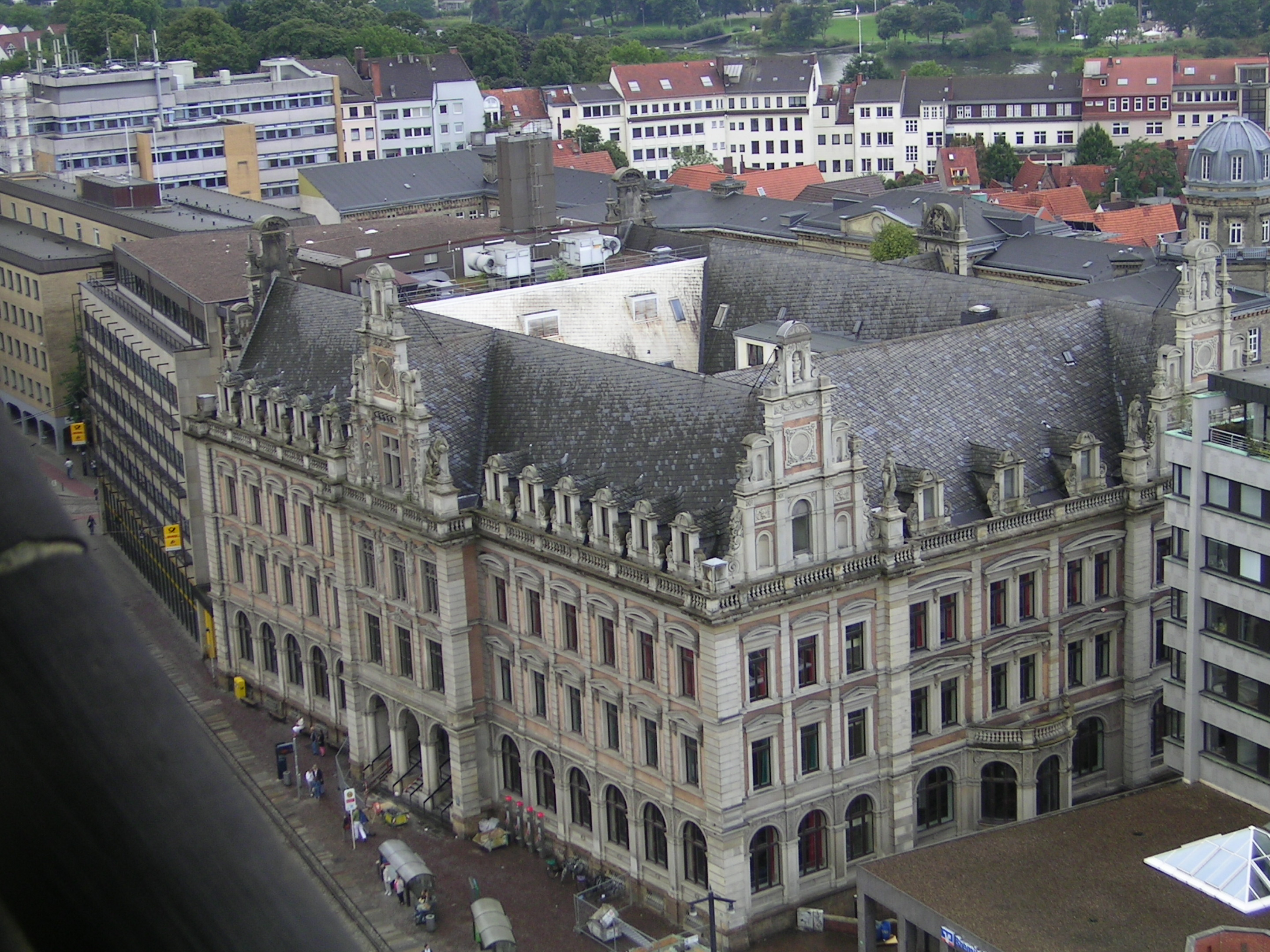
Das Gebäude im Jahre 2006

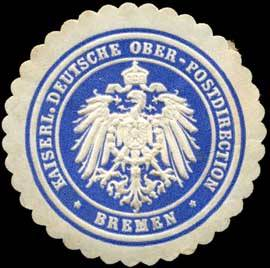
Siegelmarke der Kaiserlichen Oberpostdirektion (Bremen)

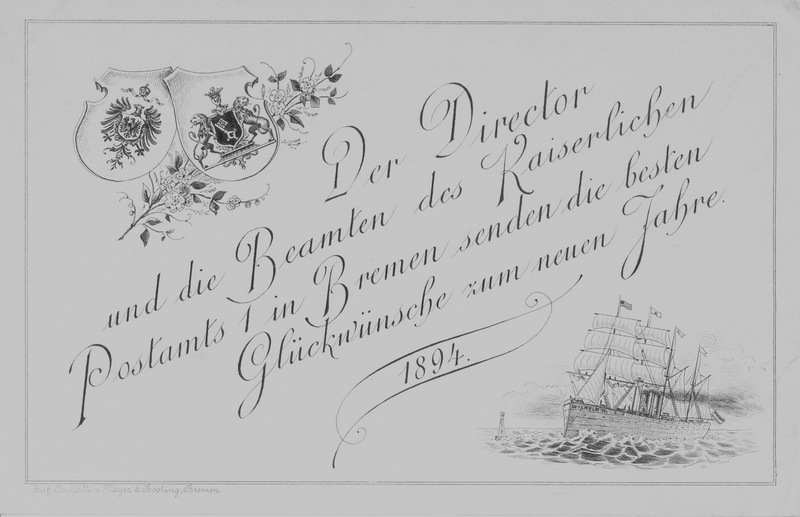

Die ehemalige Kaiserliche Oberpostdirektion ist ein Gebäude in der Altstadt von Bremen, gelegen an der Domsheide 15.
Die Kaiserliche Oberpostdirektion Bremen war als Mittelbehörde vom 1. Januar 1874 bis 1919 eine Oberpostdirektion (OPD) der Reichspost. Daraus wurde 1919 dann eine OPD des Reichspostministeriums und von 1934 bis 1945 eine Reichspostdirektion (RPD) sowie von 1945 eine OPD der Zone und von 1950 bis zum 1. Januar 1995 eine OPD der Deutschen Bundespost, die aufgelöst und zur Deutschen Post AG wurde. Die Post AG benannte im Zuge der Privatisierung alle OPDs zunächst als Direktion Postdienst; 1999 fielen die Direktionen ganz fort.
Gebäude und Portal (um 1565–69) stehen seit 1973 unter Bremer Denkmalschutz.

## Geschichte
In den ersten Jahren des 19. Jahrhunderts hatte es in Bremen mit Unterbrechung durch die Napoleonische Zeit Postämter mehrerer Staaten gegeben, wovon das preußische sich von 1805 bis 1819 im Eschenhof an der Domsheide und anschließend im Erdgeschoss des Stadthauses befand.
Nach der Gründung des Norddeutschen Bundes (als zivile Einrichtung am 1. Juli 1867) unter Beteiligung Bremens wurde das Postwesen auf dessen Gebiet zum Norddeutschen Postbezirk unter preußischer Verwaltung vereinheitlicht. Dabei gab es in Bremen und den anderen beiden Freien Hansestädten je ein Oberpostamt.
Nach der Reichsgründung von 1871 ging das norddeutsche Post- und Telegrafenwesen in dem des Reiches auf. Aus dem nun Kaiserlichen Oberpostamt wurde 1874 die Kaiserliche Oberpostdirektion, deren Platzbedarf die Räumlichkeiten der Postcomptoirs im Stadthaus bei weitem übertraf.
Als Grundstück stellte der Bremer Senat über einen Tausch den Eschenhof bereit, der schon 1805 bis 1819 das preußische Postamt beherbergt hatte (s. o.). Der Name dieses Anwesens ging auf den Freiherrn Alexander Ersken, der 1653 Präsident der schwedischen Herzogtümer Bremen und Verden wurde und hier von dem Jahr bis zu seinem Tod seinen Wohnsitz hatte. Das Grundstück war mit dem Reichsdeputationshauptschluss 1803 an die Stadt Bremen übergegangen. Seit 1819 war hier die Hauptschule untergebracht.

## Gebäude
Die zur Domsheide drei- und zur Dechanatstraße viergeschossige Vierflügelanlage wurde von 1875 bis 1879 nach einem Entwurf von Carl Schwatlo und weitreichender Umplanung in der neu geschaffenen Bauabteilung im Reichspostamt durch August Kind für 1,89 Millionen Mark auf einem umbauten Areal von 3.458 m² und unter der Bauleitung von Reg. Baumeister Ernst Hake errichtet, um die verteilten Stellen des Postdienstes zu konzentrieren. Am 21. Oktober 1875 fand die Schlusssteinlegung, im Jahr darauf am 22. Oktober 1876 das Richtfest statt. Das repräsentative Gebäude entstand im Stil in den für diesen Bautyp reichsweit üblichen Bauformen der deutschen Neorenaissance. Am 1. Oktober 1878 erfolgte die Einweihung der Oberpostdirektion in Anwesenheit des Generalpostmeisters Heinrich Stephan in Begleitung seines Justitiars Paul David Fischer.
Vom Eschenhof erhalten blieb das bemerkenswerte Portal aus dem 16. Jahrhundert, das heute am Erweiterungsbau von 1979 steht. Besonders reich verziert ist der Kaisersaal, ursprünglich Teil der Wohnung des Oberpostdirektors. An den Wänden befinden sich die Büsten von Kaiser Wilhelm I. und Kronprinz Friedrich sowie Kaiserin Augusta und Kronprinzessin Victoria. Die fünf Wandgemälde im Stil der Zeit des Historismus sind Frühwerke von Arthur Fitger. Der Saal wurde 1970 von Georg Skrypzak restauriert. Zur Ausstattung des Saals gehört ein ursprünglich hier nicht vorhandener Murano-Kronleuchter, ansonsten ist die Originaleinrichtung nicht erhalten.
Das Gebäude wurde von 1972 bis 1977 nach Plänen der Architekten H. W. Kasparek und W. Hartosch, umgebaut. 1979 wurde das Bauwerk mit einem Neubau im östlichen Bereich erweitert, wobei das aus dem 16. Jahrhundert stammende Portal der Vorgängerbauten eingefügt wurde.
2000 erfolgte ein weiterer fünfmonatiger Umbau, um das Angebot der Post hier zu konzentrieren, wobei die Nutzung des Postamtes am Bahnhof weiter reduziert werden sollte.

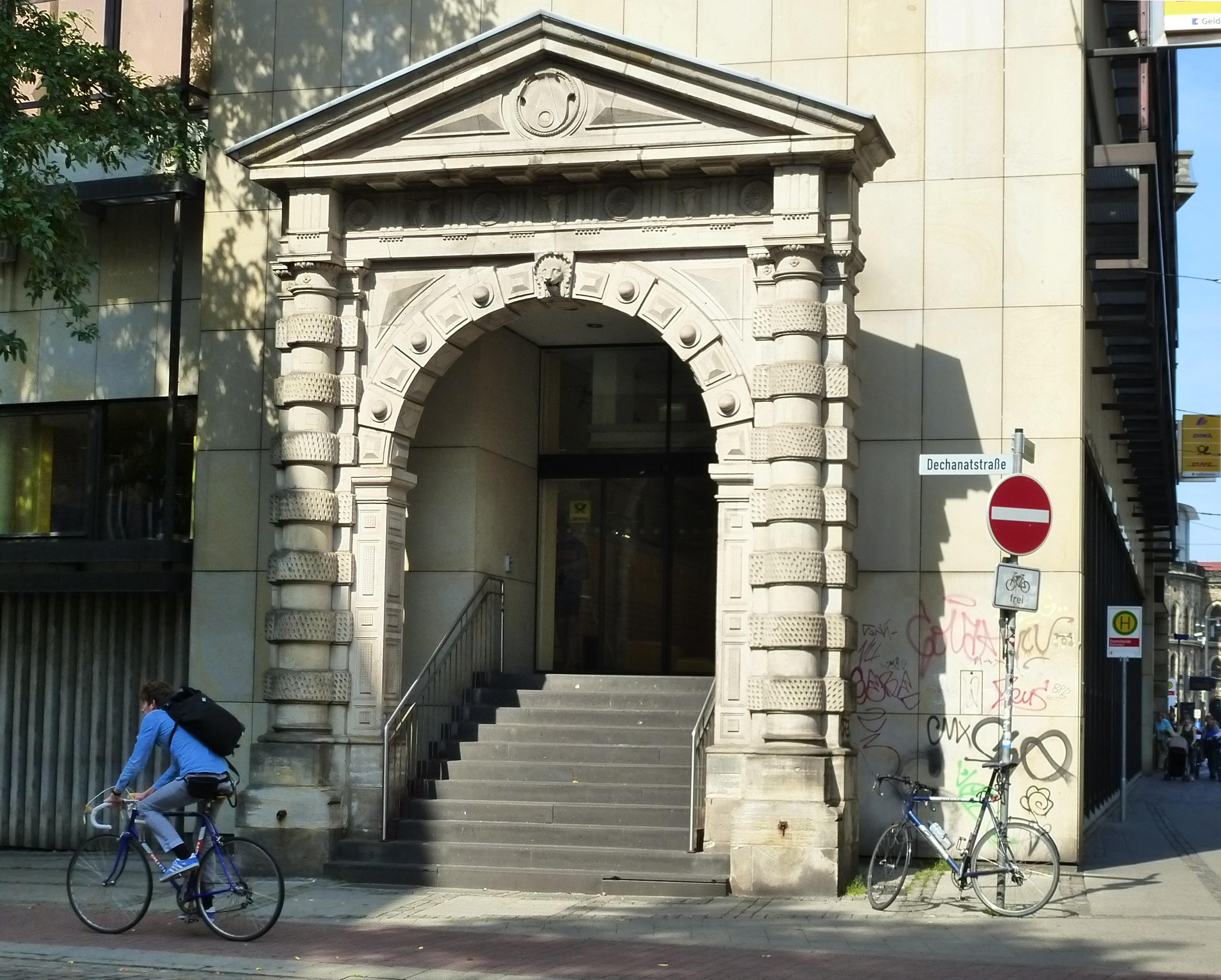
Eschenhof-Portal an der Dechanatstraße

## Nutzung
Die Nebenstelle Bremen der Norag hatte ihren ersten Sitz in bzw. auf dem Postamt an der Domsheide 15. Bis zum Ende der Privatisierung der Deutschen Bundespost war das Gebäude Sitz des Hauptpostamtes 1 in Bremen. Die Postfiliale im Hochparterre ist weiterhin eine der belebtesten in Bremen. Die Deutsche Post AG und die Postbank bieten hier umfangreiche Dienstleistungen für die Kunden an.
Ferner diente das Bauwerk als Standort für Ausstellungen, so wurden z. B. 1991 dort „Kostbarkeiten aus dem Trompetenmuseum Bad Säckingen“ gezeigt.
2004 wurde der Verkauf an den katholischen Gemeindeverband beschlossen, der einen Teil des Altbaus als Schulstandort nutzen wollte.

## Direktoren bzw. Präsidenten der Oberpostdirektion Bremen
Die Reichspostdirektion bzw. Oberpostdirektion Bremen leiteten bis 1920 Direktoren und danach Präsidenten.
1. Belge (1821–1994), 1874 bis 1876
2. Rudolf Schmidt (1829–1915), 1876 bis 1885
3. Emil Borgmann (1839–1923), 1885 bis 1906
4. Paul von Schlichting (1855–1945), 1906 bis 1912[12]
5. Paul Richter (1861–1937), 1912 bis 1919
6. Josef Jung (1857–1936), 1919 bis 1923
7. Paul Klauke (1868–1946), 1923 bis 1924
8. Ernst Berg (1868–1945), 1924 bis 1933
9. Dr. Karl Schneider (1887–1969), 1933 bis 1937
10. Friedrich Hubrig (1881–??), 1937 bis 1938
11. Johannes Schröder (1878–1948), 1938 bis 1945
12. Dr. Karl Schneider (1887–1969), 1945 bis 1949, 1951 bis 1953 Staatssekretär im Bundesministerium für das Post- und Fernmeldewesen
13. Dr. Franz Weber (1894–1955), 1949 bis 1951, 1954 bis 1955 Staatssekretär im Postministerium
14. Dr. Kurt Wiesemeyer (1906–19??), 1952 bis 1961
15. Dr. Alexis Wegener (1907–1981), 1961 bis 1972
16. Joachim Ueckert, 1972 bis 1978, dann Oberpostdirektion Karlsruhe[13][14][15]